# Coatzacoalcos
Coatzacoalcos – miasto w południowo-wschodnim Meksyku, w stanie Veracruz, u ujścia rzeki Coatzacoalcos do Zatoki Meksykańskiej. Przemysł petrochemiczny; port wywozu ropy naftowej i jej produktów oraz siarki.
W Cotzacoalcos urodziła się aktorka Salma Hayek.

## Współpraca
- Szantung, Chińska Republika Ludowa
- Rizhao, Chińska Republika Ludowa
- San Fernando, Filipiny
- Salina Cruz, Meksyk
- Baltimore, Stany Zjednoczone
- Villahermosa, Meksyk
- Tuxtla Gutiérrez, Meksyk
- Unión Hidalgo, Meksyk
- North Tyneside, Wielka Brytania